# Vanessa perakana
Vanessa perakana är en fjärilsart som beskrevs av William Lucas Distant 1886. Vanessa perakana ingår i släktet Vanessa och familjen praktfjärilar. Inga underarter finns listade i Catalogue of Life.